# Ilex excelsa
Ilex excelsa là một loài thực vật có hoa trong họ Aquifoliaceae. Loài này được (Wall.) Voigt mô tả khoa học đầu tiên năm 1845.